# Hepatocystis
Hepatocystis — рід апікомплексних паразитичних найпростіших родини плазмодієвих (Plasmodiidae) ряду Haemospororida. Представники роду паразитують у печінці (інколи у селезінці та легенях) кажанів, гризунів, парнокопитних та приматів. Проміжними господарями є комарі, які споживають заражену кров основного господаря. У комарях розвиваються впродовж 5-6 днів у голові зі стадії ооцитів до стадії гемоцелів.

## Види
- Hepatocystis bainae
- Hepatocystis bouillezi
- Hepatocystis brayi
- Hepatocystis brosseti
- Hepatocystis carpenteri
- Hepatocystis cercopitheci
- Hepatocystis epomophori
- Hepatocystis fieldi
- Hepatocystis foylei
- Hepatocystis garnhami
- Hepatocystis hipposideri
- Hepatocystis hippopotami
- Hepatocystis kochi
- Hepatocystis levinei
- Hepatocystis limnotragi
- Hepatocystis malayensis
- Hepatocystis muuli
- Hepatocystis perronae
- Hepatocystis pteropti
- Hepatocystis ratufae
- Hepatocystis rodhaini
- Hepatocystis semnopitheci
- Hepatocystis simiae
- Hepatocystis taiwanensis
- Hepatocystis vassali